# Borgo San Siro
Borgo San Siro (lombardul: Burgh San Sir) település Olaszországban, Lombardia régióban, Pavia megyében. Lakosainak száma 947 fő (2023. január 1.). Borgo San Siro Bereguardo, Gambolò, Tromello, Vigevano, Zerbolò és Garlasco községekkel határos.

## Népesség
A település népességének változása:
| Lakosok száma | 1008 | 1002 | 947  |
|               | 2017 | 2018 | 2023 |